# بغایری

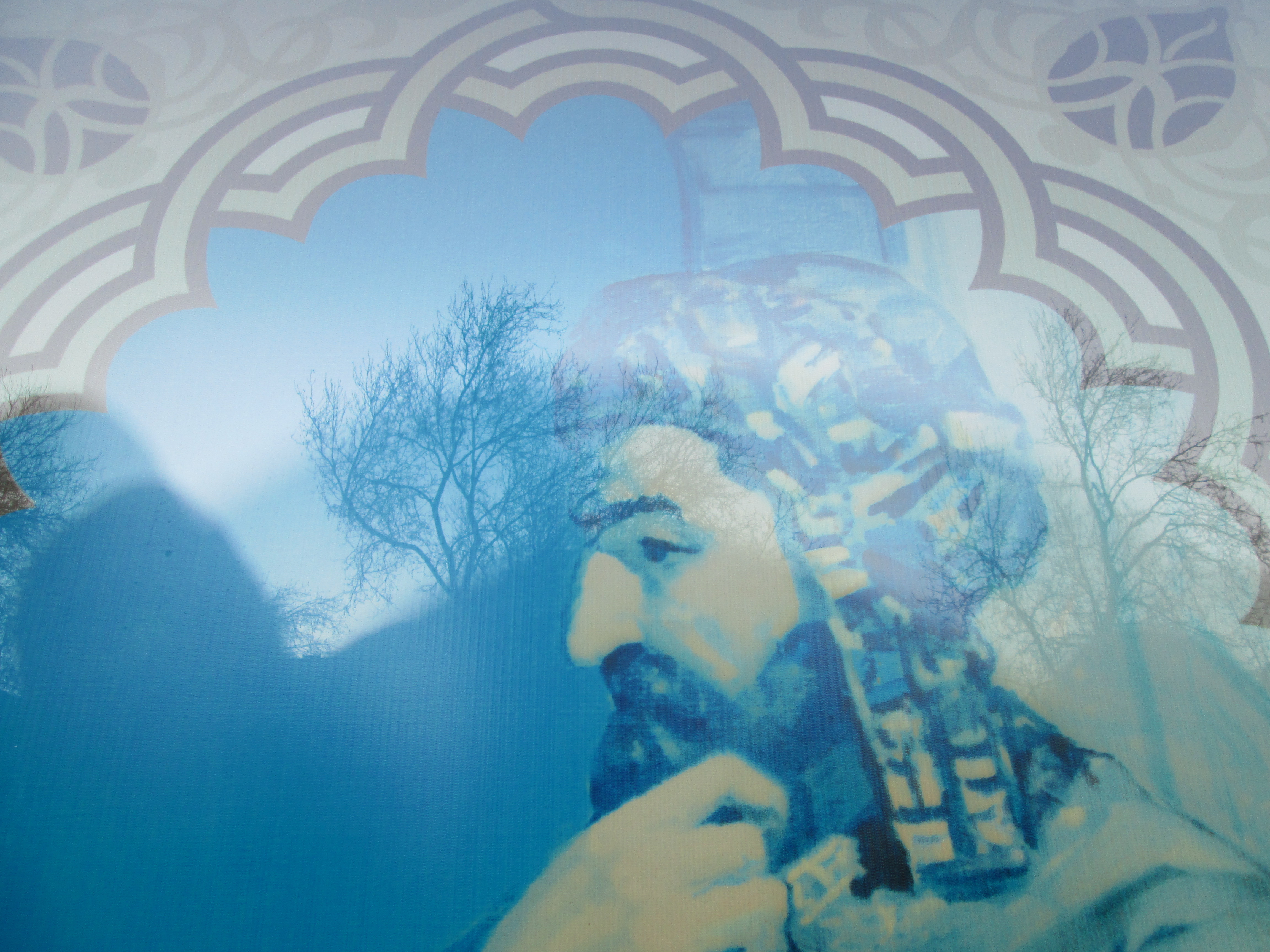
شیخ عزالدین پورحسن اسفراینی، نخستین شاعر شناخته شدة زبان ترکی آذربایجانی

پرونده:حشمت الله خان خاکشور کفیل حکومت ترکان بغایری 
بغایری طایفه‌ای ترک از طوایف معروف ایل گرایلی خراسان می‌باشد. سابقهٔ حضور آنان در برخی مناطق خراسان به دورة ایلخانیان مغول می‌رسد، زیرا گرایلی‌ها که بغایری نیز تیره‌ای از آن است؛ همراه هلاکوخان به خراسان آمده بوده‌اند. این مردم در بخش‌هایی از بام و صفی آباد  و در بعضی روستاهای نیشابور ،و سبزوار زندگی می‌کنند. نادرشاه افشار بارها از «غازیان بغایری» نام برده‌اند. جمعیت این تیره براساس سرشماری سال ۱۳۸۵ ۱۹٫۷۷۱ نفر بوده است. کلنل ادوارد ییت در سفرنامه خود نوشته است:
تمامی ناحیه بام وصفی آباد در اشغال ترکهای بغایری بود که شمار آنها به ۱۳۰۰ خانوار می‌رسید. اینان دو تیره بودند، تیره‌ای که جزو بام محسوب می‌شد، ۸۰۰ خانوار و تیره‌ای که بخشی از صفی آباد بود ۵۰۰ خانوار جمعیت داشت. تیره دوم را سرخسی هم می‌گفتند، به این خاطر که آنها از سرخس آمده بودند. هر دو تیره تا همین نسل اخیر نیز رؤسایی از خود داشته‌اند. در حال حاضر نوادگان این رؤسا نه صاحب موقعیتی هستند و نه قدرتی.

## مشاهیر، نویسندگان و پژوهشگران
- ابوالفتح بانی ارغیانی[۲]
- ابواحمد ارغیانی
- عمران بن موسی
- محمد بن المسیب
- هارون بن عمران
- عامر بن شعیب
- عبدالرزاق بغایری
- حسرت دستگردی
- احمد نیک گفتار
- علی اصغر طاهری صفی آبادی
- شیخ عزالدین حسن اوغلو اسفراینی
- هارون ارغیانی[۳]
- ابوالفتح بانی ارغیانی[۴][۵][۶][۷][۸]
- ابو نصر محمّد راونیری
- ابوالعباس راونیری

## بُغایری‌ها در عرصه تاریخ
برخی از سران بُغایری در زمان افشاریان به منصب‌هایی از قبیل سپهسالاری گرجستان و آذربایجان و حکومت فارس دست یافتند. دامنهٔ قدرت و نفوذ سران بغایری به دورهٔ زندیان و قاجاریان نیز کشیده شد. بعضی از امرای این طایفه، چند بار به دشمنی با دولت قاجار برخاستند. به هنگام شورش چند ساله محمدحسن خان سالار، فرزند الله یارخان آصف الدوله و حاکم خراسان که سلطنت ایران را حق خود می‌دانست، گروهی از امرای طایفه بغایری در بسیاری از جنگهای او با قوای دولتی شرکت داشتند، اما پیش از شکست قطعی شورش حسن خان، از او کناره گرفتند و به قوای دولتی پیوستند. قدرت امرای بغایری در طول سلطنت ناصرالدین شاه قاجار (۱۲۶۴–۱۳۱۳)، بتدریج کاهش یافت و پیش از اینکه سلطنت او منقضی شود، حکومت موروثی نیز از خانواده امرای بغایری خارج شد. جمعیت این طایفه در این دوره دست کم ۱۲۰۰ خانوار بود که بیش از نیمی از آنان در صفی‌آباد و بقیه در دهستان بام سکونت داشته‌اند. امروزه بازماندگان این طایفه علاوه بر بام و صفی آباد در مشهد و تهران نیز پراکنده‌اند.

## از امرا و بزرگان طایفه ترک بُغایری
- باقرخان بغایری:در لشکرکشی نادر به سوی سپاه اشرف افغان، از نخستین سرداران بود.[۱۰]
- صفی خان بغایری:از امرای بزرگ خراسان و رئیس طایفه بغایری بود. او (صفی آباد) مرکز امروز بخش بام و صفی آباد را ایجاد نمود. وی در ارتش نادرشاه مقام سرداری داشت و یکی از سرکردگان بنام ارتش نادری و در جنگ‌ها و پیروزی‌های نادرشاه شریک و سهیم بود. صفی خان بفرمان نادرشاه مدتی فرماندهی لشکر گرجستان را بر عهده داشت، سپس به فرماندهی لشکر آذربایجان منصوب شد.
- منصور خان بیگ بغایری:یکی از سرکردگان ارتش نادرشاه بود.
- سعادت قلی خان بغایری:از امرا و خوانین خراسان بود، و در سبزوار حکومت داشت. در سال ۱۲۳۳ ه‍.ق فتح خان وزیر شاه محمود افغانی، به تحریک محمد خان قرایی به قصد انتقام جویی از والی (استاندار) خراسان لشکر کشید. سعادت قلی خان هم مانند سایر خوانین خراسان تحت تأثیر محمد خان قرایی قرار گرفت و با فتح خان سازش کردند ولی شجاع السلطنه والی خراسان غائله را خاتمه داد، فتحعلی شاه در این سال به خراسان رهسپار شد و در بام و صفی آباد، سعادت قلی خان بغایری با برادرش مرتضی قلی خان بحضور وی رسیدند و اظهار اطاعت نمودند.[۱۱]
- عباسقلی خان بغایری:در زمان شاهرخ افشار مدتی حاکم سبزوار بود، وی مورد حمله احمد شاه درانی قرار گرفت و به محمد حسن خان قاجار پناه برد.
- ایراهیم خان بغایری:از امرا و خوانین خراسان بشمار می‌رفت و در سال ۱۱۶۸ ق موقع حمله احمد شاه افغانی به مشهد و سبزوار او نیز مانند عباسقلی خان به محمد حسن خان قاجار پناه برد و بعد از کشته شدن محمد حسن خان قاجار، یکی از سرکردگان سپاه کریم خان زند قرار داشت، و در اثر شرکت در توطئه یر علیه کریم خان کشته شد.
- تقی خان بغایری:از امرا و بزرگان خراسان بود وی در سال ۱۱۶۱ ق از طرف ابراهیم شاه برادر زاده نادر شاه به جای صالح خان بیات، به ایالت (استانداری) فارس تعیین شد و بعد معزول گردید و در دامغان سکونت گزید.[۱۲]